# Sáfránytangara
A sáfránytangara avagy nyugati sáfránytangara (Piranga ludoviciana)  a madarak osztályának verébalakúak (Passeriformes) rendjébe és a  kardinálispintyfélék (Cardinalidae) családjába tartozó faj.

## Rendszerezése
A fajt Alexander Wilson skót-amerikai ornitológus írta le 1809-ben, a Tanagra nembe Tanagra ludoviciana néven.

## Előfordulása
Belize, a Bahama-szigetek, Kanada, Costa Rica, Kuba, Salvador, Guatemala, Honduras, Mexikó, Nicaragua, Panama, a Turks- és Caicos-szigetek és az Amerikai Egyesült Államok területén honos. Kóbórlásai során eljut Aruba, Bonaire és Curaçao szigetére is.
Természetes élőhelyei a mérsékelt övi erdők, szubtrópusi vagy trópusi síkvidéki és hegyi esőerdők, cserjések, valamint másodlagos erdők. Vonuló faj.

## Megjelenése
Testhossza 17 centiméter. Tarkója, mellkasa, hasa sárga, feje sötét narancssárga. Háta, farka, szárnya fekete. A tojó teste sárga kivéve a háta, szárnyai és a farka, amely fekete.
|  |  |

## Életmódja
Tápláléka rovarokból, gyümölcsökből, bogyókból áll.

## Szaporodása
Fészkét ágra építi, általában tűlevelű fára.

## Természetvédelmi helyzete
Az elterjedési területe rendkívül nagy, egyedszáma pedig növekszik. A Természetvédelmi Világszövetség Vörös listáján nem fenyegetett fajként szerepel.